# Касл, Даррелл Лейн
Даррелл Лейн Касл (англ. Darrell Lane Castle ) (род. 11 октября 1948) – американский политик и юрист из г. Мемфис, штат Теннеси. Кандидат от Конституционной партии на выборах президента США 2016 года. Также был кандидатом в вице-президенты на выборах президента США 2008 года.

## Биография
Касл вырос в Форт-Блэкборне в северо-восточной части штата Теннеси, близ Кингспорта. Закончил хай-скул Кетрона (1966) и восточный университет штата Теннеси (1970). В университете получил звание бакалавра наук, в областях политологии и истории.
Поступил в Корпус морской пехоты США, и прослужил там четыре года получив звание первого лейтенанта. Он заявляет, что благодаря военной службе у него укрепилось убеждение, что война не может начинаться ни по чьему капризу, или без одобрения Конгресса. После ухода в отставку, он вернулся в университет и продолжил работу над дипломом по истории. Затем Касл закончил юридическую школу университета Мемфиса (который в дальнейшем стал университетом штата в г. Мемфис) и в 1979 году получил звание доктора юриспруденции.
Касл служил дьяконом и председателем совета дьяконов в своей местной церкви. В 1998 он с супругой основали фонд помощи детям Миа, христианскую миссию в г. Бухарест, Румыния для помощи бездомным румынским детям.
Получив степень в Мемфисе, Касл приступил к юридической практике. В 1984 году он открыл частную фирму, которая затем выросла в организацию Darrell Castle and Associates. Затем Касл открыл фирмы в г.Милуоки, штат Висконсин, в Детройте, штат Мичиган и в Канзас-сити, штат Миссури. Его фирмы занимаются банкротством потребителей и личным ущербом, но также представляют интересы клиентов в областях социальной защиты, нетрудоспосбности и компенсаций рабочим.

## Политическая карьера
В 2008 году на национальном собрании Конституционой партии в Канзас-сити, штат Миссури на выборах кандидата в президенты от партии  выиграл баптистский пастор Чак Балдуин, победив бывшего помощника государственного секретаря по делам международных организаций. Партия даровала Каслу мандат на кандидатуру вице-президента. Балдуин, в свою очередь, уже был кандидатом в вице-президенты от партии в 2004.
В 2012 году на национальном собрании Конституционой партии в г. Нэшвилле, столице штата Теннеси Касл объявил свою кандидатуру на выборы президента за день до выборов кандидата, ссылаясь на просьбы нескольких депутатов, чтобы он выставил свою кандидатуру. На выборах он занял второе место, проиграв бывшему конгрессмену Вирджилу Гуду, который в итоге получил право выдвигаться от Конституционной партии.
Касл – бывший национальный вице-председатель Конституционной партии. 
Касл стал кандидатом на выборах президента 2016 года от Конституционной партии но в январе снял свою кандидатуру ввиду оставшихся неизвестными проблем со здоровьем. Тем не менее, в канун собрания по выборам Ричард Вагнер из Ballot Access News сообщил, что Касл снова принял участие в выборах.
16 апреля 2016 года Касл получил мандат на выборы в президенты от Конституционной партии. В случае избрания он собирался ратовать за выход США из НАТО и ООН. «Стоит защищать наши границы. Если мы можем защищать границы Кореи и Германии, то мы сможем защитить и границы США», заявил Касл. О предыдущих проблемах со здоровьем он ничего не сказал.
Кампанию Касла поддержали Гленн Бек, Чак Балдуин и организация Georgia Right to Life PAC.
На 30 июня 2016 года Касл собрал 10.289 долларов.
На опросах Касл добился лишь небольшого успеха. В опросах, проводимых в разных штатах, он показал результат от 1% до 3%.

## Политические взгляды
В интервью Liberty Hangout Касл заявил, что он больший либертарианец, чем кандидат от Либертарианской партии 2016 года Гэри Джонсон. Он говорит о себе как стороннике про-лайфа и выступает против государственного (федерального) финансирования организации Planned Parenthood. Касл поддерживает финансирование исследования космоса. Выступает против политики «война с наркотиками». Касл считает, что федеральное правительство не должно вмешиваться в такую деятельность совершеннолетних как проституция, азартные игры, курение, полигамные отношения и другие. Он выступает за декриминализацию конопли, но против полной легализации [наркотиков]. Он выступает за безопасность границ и запрет мусульман, пока не будет введён более точный надзор за иностранными террористами. Он описывает свою международную политику как «невмешательство». Он выступает за выход США из ООН, НАТО, TPP, NAFTA, CAFTA, Gatt, и WTO, за завершение работы Федеральной резервной системы.
12 июня Касл описал свою политическую позицию на сайте iSideWith который совмещает избирателей с кандидатами на выборах, чьи позиции и предпочтения наиболее близки, согласно нескольким вариантам опросов. Он представил себя как сторонника права на оружие и Второй поправки, дополнив, что, по его мнению, не должно быть «больших ограничений в существующий процесс приобретения оружия» и против запрета лицам, внесённым в «бесполётный лист» (которым запрещено летать на коммерческих авиарейсах), «приобретать оружие и патроны». Будучи с моральной точки зрения настроенным категорически против однополых браков Касл ясно заявляет, что правительство не должно вмешиваться в данный вопрос. Он выступает против обязательной вакцинации и поддерживает маркирование генетически модифицированный продуктов, заявляя «люди имеют право знать, чего едят». Он выступает против стандартов Common Core. Полагает, что преступники имеют право голосовать, «но только после окончания их наказания или периода условного освобождения». Он выступает за фотографическую идентификацию голосующего, как меру, направленную против мошенничества на выборах. Касл выражает  несогласие с отменой одиночного заключения для несовершеннолетних заключённых, на основании, что такая практика «необходима против жестоких преступников представляющих опасность для себя и других заключённых». Он полагает, что конституционные права должны распространяться на иностранцев, подозреваемых в терроризме, но только «в пределах США, а не за границей».
Касл полагает, что «физически и психически годные мужчины, пребывающие на социальном обеспечении» должны работать. Тем не менее, он выступает против тестов на наркотики для получателей социального пособия, т.к. это посягательство на неприкосновенность личной жизни. Он не считает, что нелегальный иммигранты должны иметь доступ к государственному здравоохранению или к получению поддержки при образовании. Он выступает против реформы здравоохранения, государственного контроля над окружающей средой и сроков пребывания в должности для членов Конгресса, полагая, что результата полученного на выборах вполне достаточно для оценки эффективности депутатов.